# Лобанова Наталія Володимирівна
Лобанова Наталія Володимирівна (30 травня 1947 — 1998) — радянська стрибунка у воду.
Срібна медалістка Олімпійських ігор 1968 року, учасниця 1964, 1972 років.
Чемпіонка Європи з водних видів спорту 1966 року, призерка 1962 року.